# 膣内射精障害
膣内射精障害（ちつないしゃせいしょうがい）は、男女カップルが膣性交を行った際に、男性が膣内で射精すること（膣内射精）が困難になる症状である。ネット上などでは「膣障」という略称が稀に用いられる。

## 概要

### 症状
膣刺激による射精が困難になること。広義には男性の不妊症（男性不妊）でもあり、性機能障害（Sexual Dysfunction：SD）の内の、射精障害の一種でもある。木村行雄は射精障害を「射精、オルガスム共にないもの」「オルガスムはあるが、射精のないもの」「オルガスム、射精共にあるが、その時間に異常のあるもの」「射精は起こるが、オルガスムの欠如するもの」の4種類に分類している。なお、勃起のメカニズムと射精のメカニズムは全く異なるため、勃起機能に特に異常がなくとも射精障害に陥ることはまま有ることである。

### 原因
男性が行うオナニー（自慰）に原因がある。
本来性交時に男性が射精するのは、膣に挿入したペニスに膣による圧力がかかり、そのままピストン運動することで、陰茎亀頭をはじめとする性的に敏感な部分に対して、女性の体温や膣分泌液による湿潤下で、適度な圧力と膣壁による摩擦、膣内が陰圧になることによる吸引作用などの性刺激が複合的に加えられ、男性を快感の頂点であるオルガスムスへ導くことで射精を促すものである。
男性がもっともよく行うオナニーの方法である手淫は、勃起したペニスを自分の手で掴むようにしてもち、上下にピストン運動をするというものである。膣の圧力は握力には遠く及ばないため、強い握力によるオナニーが習慣化した場合、性行為時、膣の物理刺激では射精に至らない。類似して、オナニーの方法によっては性交による膣刺激と異なる物理的刺激により射精に至る場合がある（床に擦り付ける、脚をピンと伸ばす等）。このオナニーを習慣化した場合にも、膣刺激で射精に至ることができない場合がある。精神科医の阿部輝夫は膣内射精障害の内、強すぎるグリップが原因とみられる症例は22%であると報告している。また同時に、性障害のない男性の場合、自慰握力は平均4.25kgであるのに対し、障害が見られる男性の場合は10kgを越えていたともされる。以上をもって膣圧が慣れ親しんだ自慰の際のグリップ力より弱すぎるが故に射精に至る事ができないと小堀善友は結論付けている。
さらに別の見解として、アダルトビデオ等で見られる女優の過剰な演技に慣れてしまった男性が、自分は（アダルトビデオで見られるほど）女性を悦ばせられない、との劣等感を抱いてしまっている点を指摘する論者もいる。ちなみに東京都幼小中高性教育研究会が1996年に行った調査では、中学三年生の男子は27.0%、高校三年生では84.0%が「アダルトビデオを見たことがある」と答えている。
なお、射精障害一般として、その大部分は心因性のものであるが、視床下部や下垂体に問題がある場合なども見られるため、必要に応じてホルモン検査などが行われる。阿部によれば、性交が滞りなく行えるかどうかの不安や、過度にパートナーを気遣う事も原因となっていると見られている。
また、堀田浩貴と塚本泰司によれば、勃起不全との併発や治療経験がある例が紹介され、また、遅漏が過ぎて性交中に飽きてしまう事も原因ではないかとされている。

## 治療法
一般的な性行為障害、射精障害の場合、トフラニール（塩酸イミプラミン、交感神経を刺激する薬剤）の処方、ネオスチグミン（ワゴスチグミン、副交感神経に作用する薬剤）のくも膜下腔注入法、フィオスチグミンの皮下投与、電気刺激による（強制的な）射精などが考えられている。ただし2010年現在では男性の体内から直接精子を採取しての体外受精が可能となっているため、「不妊症」として捉えた場合、治療は比較的容易となってきている。膣内射精障害独特の治療法としては、以下に述べるものが考えられている。
不適切なオナニーが原因とされている場合においては、適切なオナニー（通常の手淫をスラスト型とし、これが好ましいとされる）への改善が必要と考えられる。この際には適切なグリップ力も考慮して行われねばならず、マスターベーションのリハビリやカウンセリングが必要となる場合もある。小堀善友らの研究によれば、マスターベーション方法が間違っている患者に対しては、マスターベーションエイドにて補正が可能で、膣内射精も可能になるとされる。なお、適度な頻度のオナニーが重要であり、極端な禁欲は勃起不全を誘発させかねないため注意が必要である。だが射精障害の患者は外来を訪れることが少なく、臨床的にはまだまだ不明な点が多いとされている。

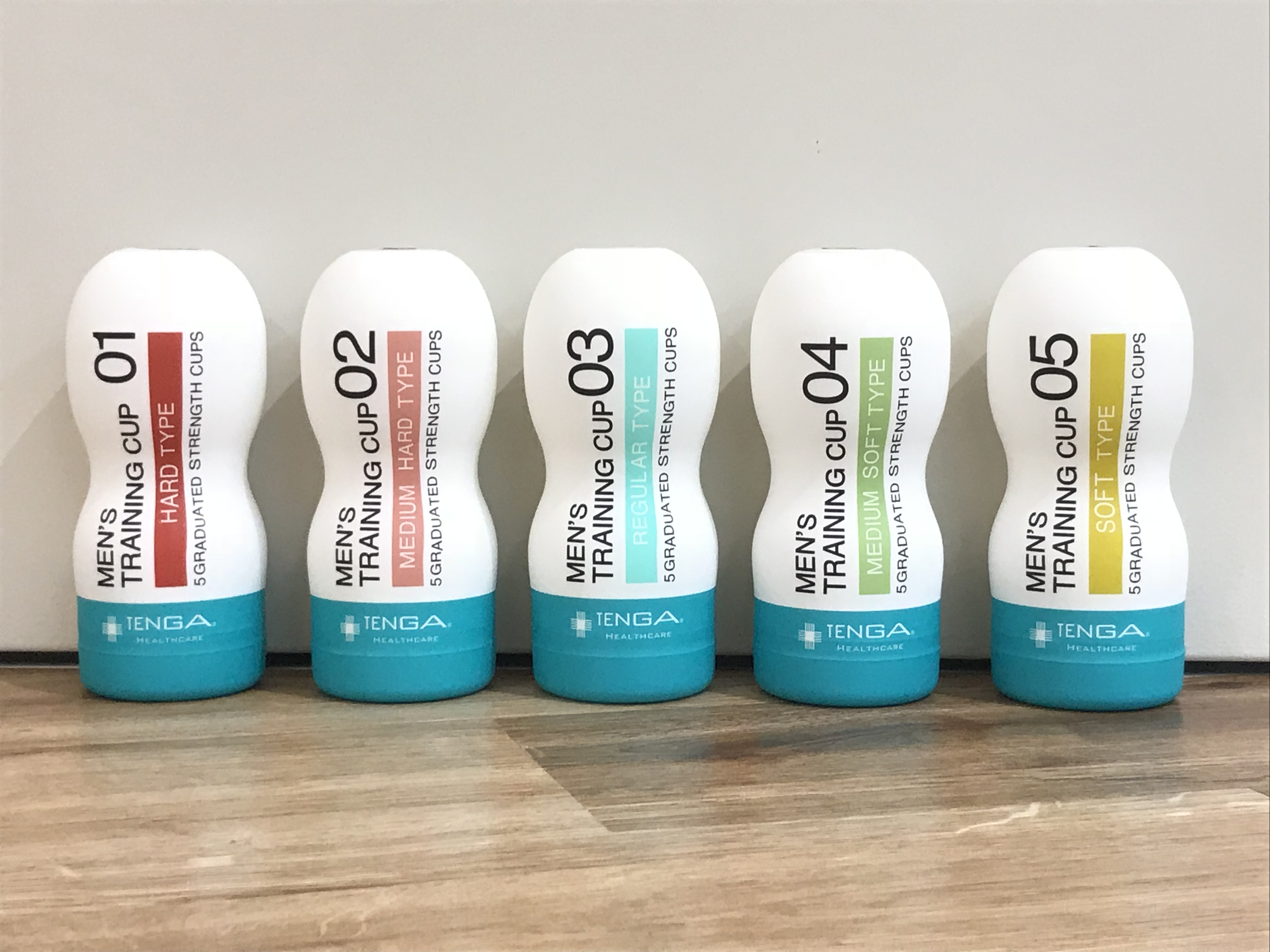
MEN’S TRAINING CUP（MTC）膣内射精障害用 01番から順次使用してトレーニングする。

福元メンズヘルスクリニック（鹿児島市）院長の福元和彦は、腟内射精障害患者に対して、TENGAヘルスケアが開発した『メンズトレーニングカップ（MTC）』を用いて、その結果を第29回日本性機能学会（2018年9月13 - 16日）で報告した。医療従事者向けのメディア記事によると、「腟内射精障害の主な原因は、不適切なマスターベーションである。強すぎるグリップ、脚に力を入れる脚ピン、床に押し付ける床オナなど、腟内とは大きく異なる、強い刺激に慣れてしまった男性に多く見られる」と考察し、「こうした男性に対しては、適切なマスターベーションの方法を教え、弱い刺激で射精できるよう導く"射精リハビリテーション"が必要であり、その射精リハビリに福元氏が活用しているのがMTCである」としている。

### 刺激の強いオナニーが原因の場合
オナニーの物理的、精神的刺激が強すぎて、それに慣れてしまい実際のセックスでの刺激で射精出来ない。この場合は、刺激の弱いオナニーで射精できる様に慣れるしかない。
- 物理的刺激 - 膣の圧力は握力には程遠い。改善指導では、5本指と手のひらで擦るのを止めて、親指と人差し指（または中指）で軽くリングを作りこれでこする方法が一般的。さらに、摩擦を軽減するためにローション使用が望ましい。さらにコンドームを付け、刺激を緩和する方法もある。1回目で上手くいくものではないので、慣れるまで根気が必要である。数日程度のオナニー禁止を併用すると、軽いオナニーでも成功し易いが、長期のオナニー禁止では性欲が減退するとも言われる。[要出典]オナホール使用に関しては、良くできたオナホールは、膣や手よりも格段に気持ちいいため、感度改善のために安易にオナホールを使用するのは避けるべきである。オナホールはペニスに快感を与えるためだけに特化した製品である。[要出典]ただし、オナホールによるリハビリテーションが治療法として用いられる場合もある[13]。
- 精神的刺激 - 通常のセックスよりも刺激的な映像情報がオナニーのネタになっている場合等。映像等の過激なオナニーネタを止める。想像ネタに上手く移行出来ればセックス中でも、想像は可能である[要出典]。

### セックスと異なる刺激のオナニーに慣れてしまった事が原因の場合
- 典型的なのは、床にこすりつけるようなオナニーに慣れてしまっているケース[14]。特化すると、勃起すらせずに射精もできるようになってしまう。セックスとは明瞭に異なる刺激で射精する事に慣れ、セックスの刺激が開発されていない状態。包皮を使ったオナニーも類似。セックスに使う感度は劣化していないケースが多いため、できるだけセックスに近い（亀頭〜陰茎を摩擦する）オナニーに移行することができれば、感度低下より容易に改善する。前述の物理的刺激を抑えたオナニー方が適用できる。また、ローション、コンドーム、緩めのオナホールを使用したオナニーも、膣に近い刺激への移行を目的とする場合には非常に有効である。
- 付随する動作が、オナニーとセックスで異なっていることが原因になるケース[15]。足をピンと伸ばしてオナニーする事に慣れている、腰振りに慣れていない。これもオナニーをセックスに近づける事が有効である。足ピン矯正には、あぐらでオナニーをする方法が挙げられている。足ピン矯正、腰振りの不慣れには、固定したオナホールを使って、腰振りで射精するオナニーが非常に有効である。オナホールの固定方法には、机にガムテープ、枕や丸めた座布団、専用のダッチワイフがある。